# ستيغ فريدريكسون
ستيغ فريدريكسون (بالسويدية: Stig Fredriksson)‏ (6 مارس 1956 في السويد - ) هو مدرب كرة قدم ولاعب كرة قدم سويدي في مركز الدفاع. شارك مع منتخب السويد لكرة القدم. أما مع النوادي، فقد لعب مع نادي غوتبورغ وGimonäs CK ‏ ونادي فيستيروس ‏.

## وصلات خارجية
- ستيغ فريدريكسون على موقع الاتحاد الأوربي (الإنجليزية)
- ستيغ فريدريكسون على موقع قاعدة بيانات كرة القدم.إي يو (الإنجليزية)
- ستيغ فريدريكسون على موقع ناشيونال فوتبول تيمز (الإنجليزية)
- ستيغ فريدريكسون على موقع عالم كرة القدم.نت (الإنجليزية)